# بیرقدار آکینجی
بیرقدار آکینجی (انگلیسی: Bayraktar Akıncı) یک پهپاد رزمی با توانایی پرواز طولانی‌مدت در ارتفاع بالا است که توسط بایکار، شرکت ساخته شده‌است. اولین تصویر این پهپاد در ماه ژوئن سال ۲۰۱۸ در رسانه‌ها ظاهر شد. نخستین گزارش‌های رسانه‌ها از بیرقدار آکینجی به عنوان یک هواپیمای بدون سرنشین ۴٫۵ تنی قادر به حمل حدود ۱٫۵ تن محموله با بدنه مجهز به دو موتور توربوپراپ یاد می‌کردند.

## توسعه

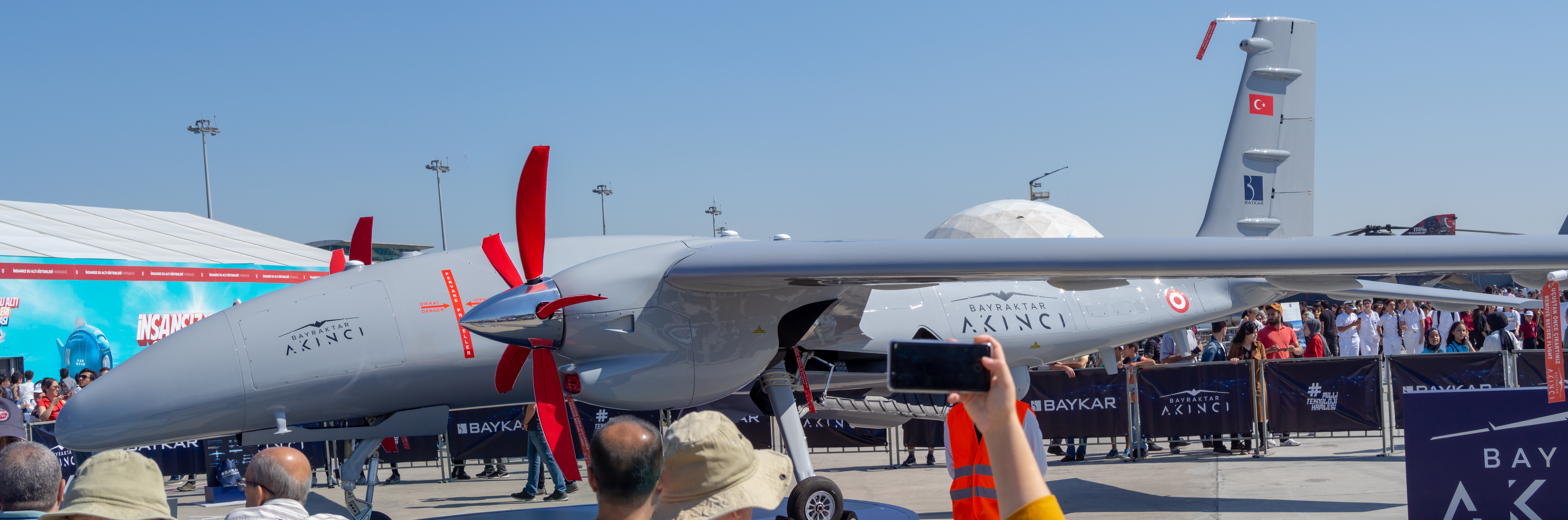
بیرقدار آکینجی

پیرو تکمیل وهله طراحی اولیه در ماه ژوئن ۲۰۱۹، در ماه اوت آزمایش دو پیشرانهٔ توربوپراپ نوع ایوچنکو پراگرس آی‌ای- ۴۵۰ سی آکینجی که ساخت اوکراین است، کلید خورد. نخستین آزمون پیشرانه در تاریخ ۱ سپتامبر ۲۰۱۹ پایان پذیرفت. پس از پایان سایر آزمون‌های فنی، پهپاد به پایگاه هوایی ارتش ترکیه واقع در چورلو منتقل شد. پرواز اولیه آکینجی با تاکسی کردن و به پرواز درآمدن خودکار در ۶ دسامبر سال ۲۰۱۹ تحقق یافت که پهپاد به دنبال پرواز ۱۶ دقیقه‌ای، با موفقیت فرود آمد. آکینجی با گنجایش حمل ۴۰۰ کیلوگرم بار در درون بدنه و ۹۵۰ کیلوگرم در بیرون بدنه، قادر است در مجموع ۱۳۵۰ کیلوگرم بمب بردارد. با دو پیشرانهٔ توربوپراپ با توان ۳۴۰ و ۵۶۰ کیلووات ساعت و طول بال‌های وسیع ۲۰ متری، می‌تواند ۵٫۵ تن بیشینه وزن برخاست را پشتیبانی کند.

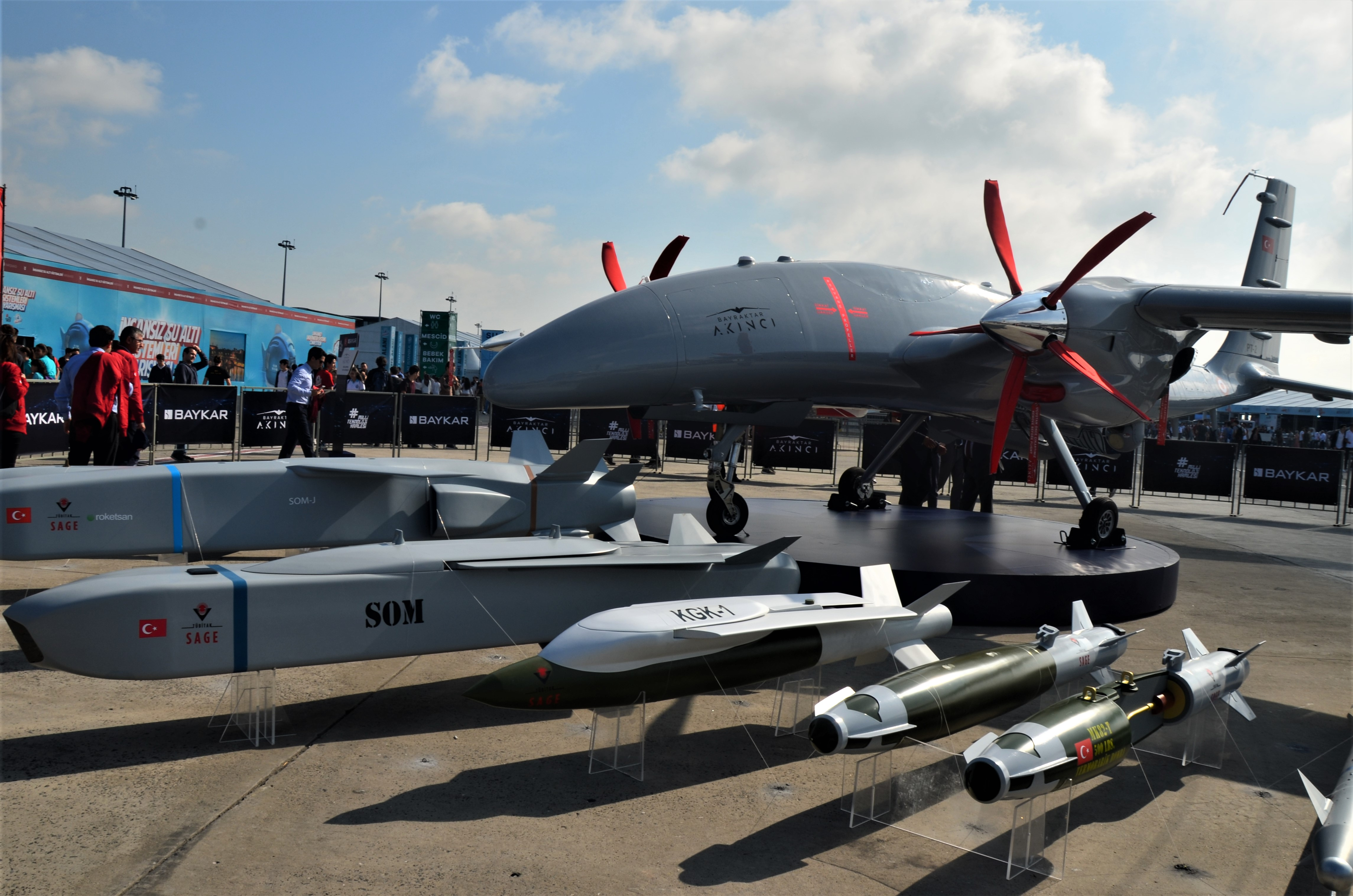
پهپاد جنگی آکینجی در «تکنوفست» ۲۰۱۹

## عملیات
در ۳۱ اردیبهشت ۱۴۰۳، آکینجی یکی از پهپادهایی بود که در یافتن محل سقوط بالگرد حامل ابراهیم رئیسی کمک می‌کرد.

## مشخصات فنی
اطلاعات بایکار

### ویژگی‌های کلی
- گنجایش: ۱۳۵۰ کیلوگرم
- داخلی: ۴۰۰ کیلوگرم
- خارجی: ۹۵۰ کیلوگرم
- طول: ۱۲٫۵ متر
- طول بال‌ها: ۲۰ متر
- بلندی بدنه پهپاد: ۴٫۱ متر
- بیشینه وزن برخاست ۵٫۵ تن
- نیروی محرکه: دو موتور توربوپراپ تولید شرکت اوکراینی ایوچنکو پراگرس، هر یک با توان ۵۶۰ کیلووات ساعت
- پیش‌ران: پیش‌ران ترکیبی ۵ تیغه‌ای با سرعت ثابت

### کارایی
- طول پرواز: ۲۴ ساعت
- سقف پرواز: ۱۲٫۱۹۲ متر